# Мальтийский протекторат
Мальтийский протекторат (итал. Protettorato di Malta, мальт. Protettorat ta' Malta) — период в истории Мальты, когда она была официально частью Королевства Сицилия, но под протекторатом Великобритании. Протекторат сохранялся в период между капитуляцией французских войск на Мальте в 1800 году и превращением острова в королевскую колонию в 1813 году.

## Предыстория

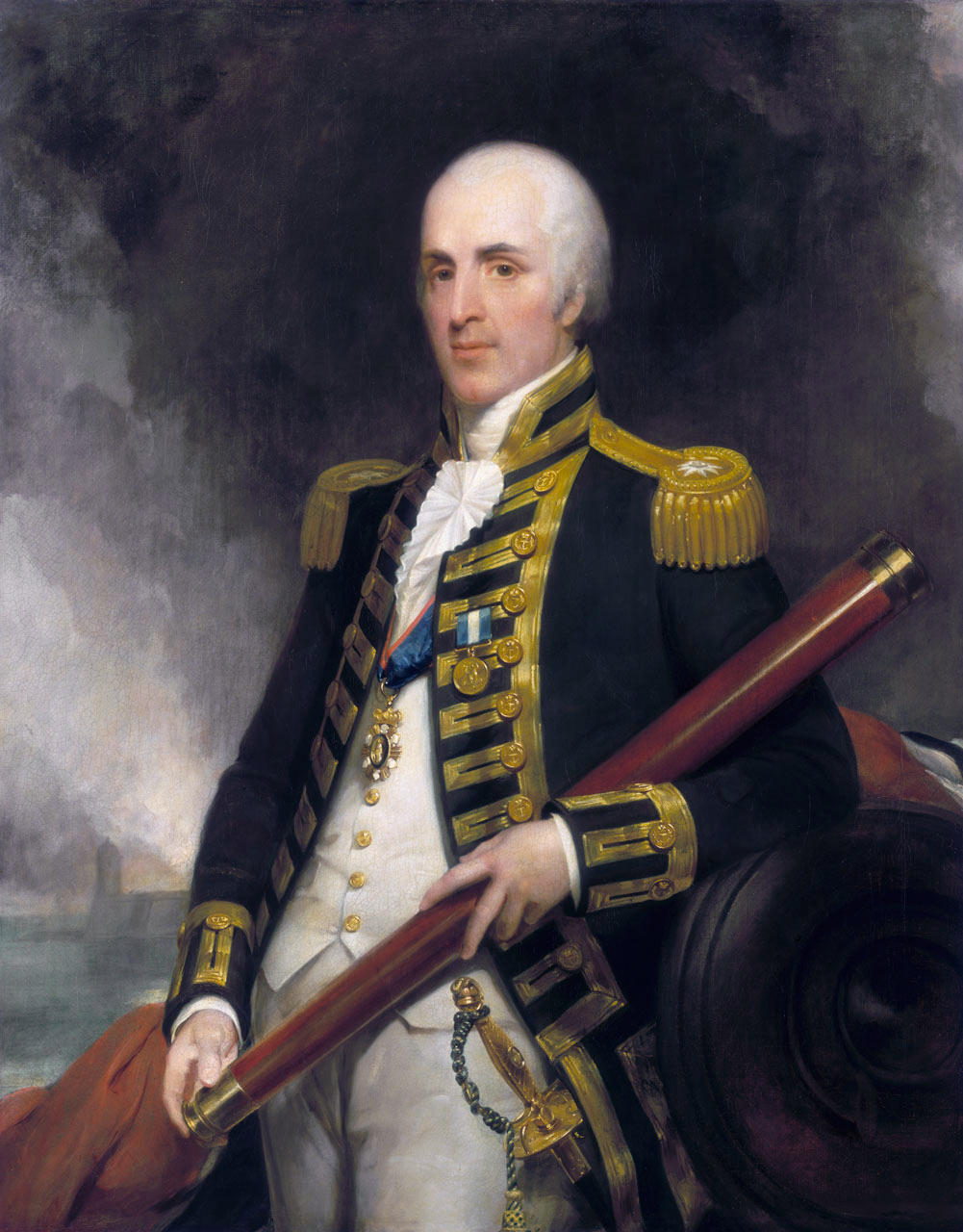
Сэр Александр Болл, гражданский комиссар Мальты в 1799-1801 и 1802-1809

Во время восстания против оккупировавших остров французов мальтийский народ сформировал Национальное собрание как временное правительство. Были отправлены посланники за помощью к британскому флоту на Сицилии, и в конце сентября 1798 года к Мальте прибыл английский конвой в составе 13 кораблей под командованием сэра Джеймса Сумареса. В октябре сэр Александр Болл прибыл на Мальту, а через год назначен гражданским комиссаром острова.
Французский гарнизон под командованием генерала Вобуа был осажден в Валлетте и сдался 4 сентября 1800 года. Мальта стала британским протекторатом. В августе 1801 года гражданский комиссар Чарльз Камерон назначил Эммануэле Витале губернатором Гоцо вместо Саверио Кассара. Это фактически положило конец независимости Гоцо.

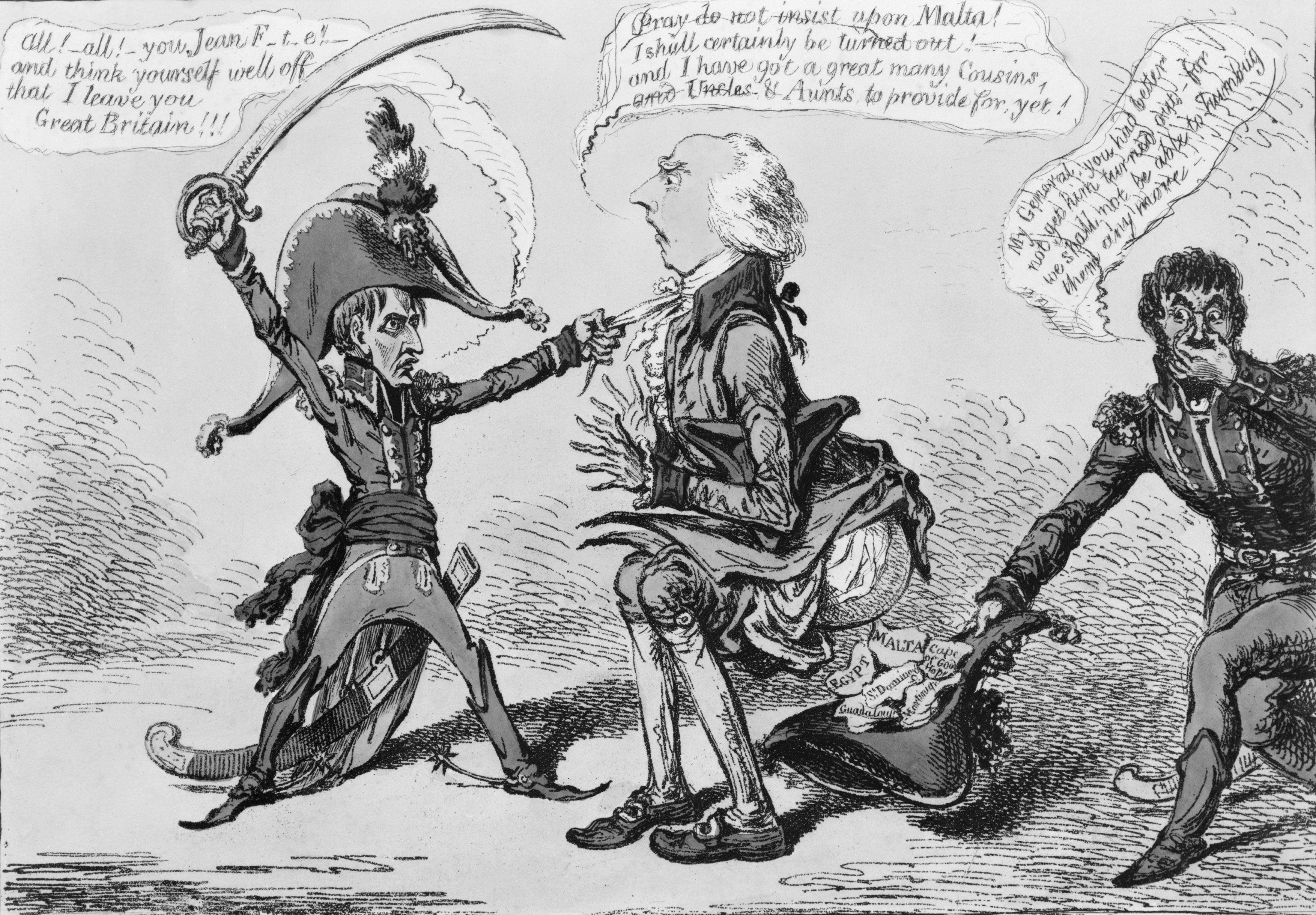
Карикатура 1803 года про французскую эвакуацию с Мальты

В соответствии с положениями Амьенского договора 1802 года Великобритания должна была эвакуировать свои войска с островов, но не выполнила это обязательство, что стало одним из поводов к возобновлению войны между Британией и Францией.

## Декларация прав

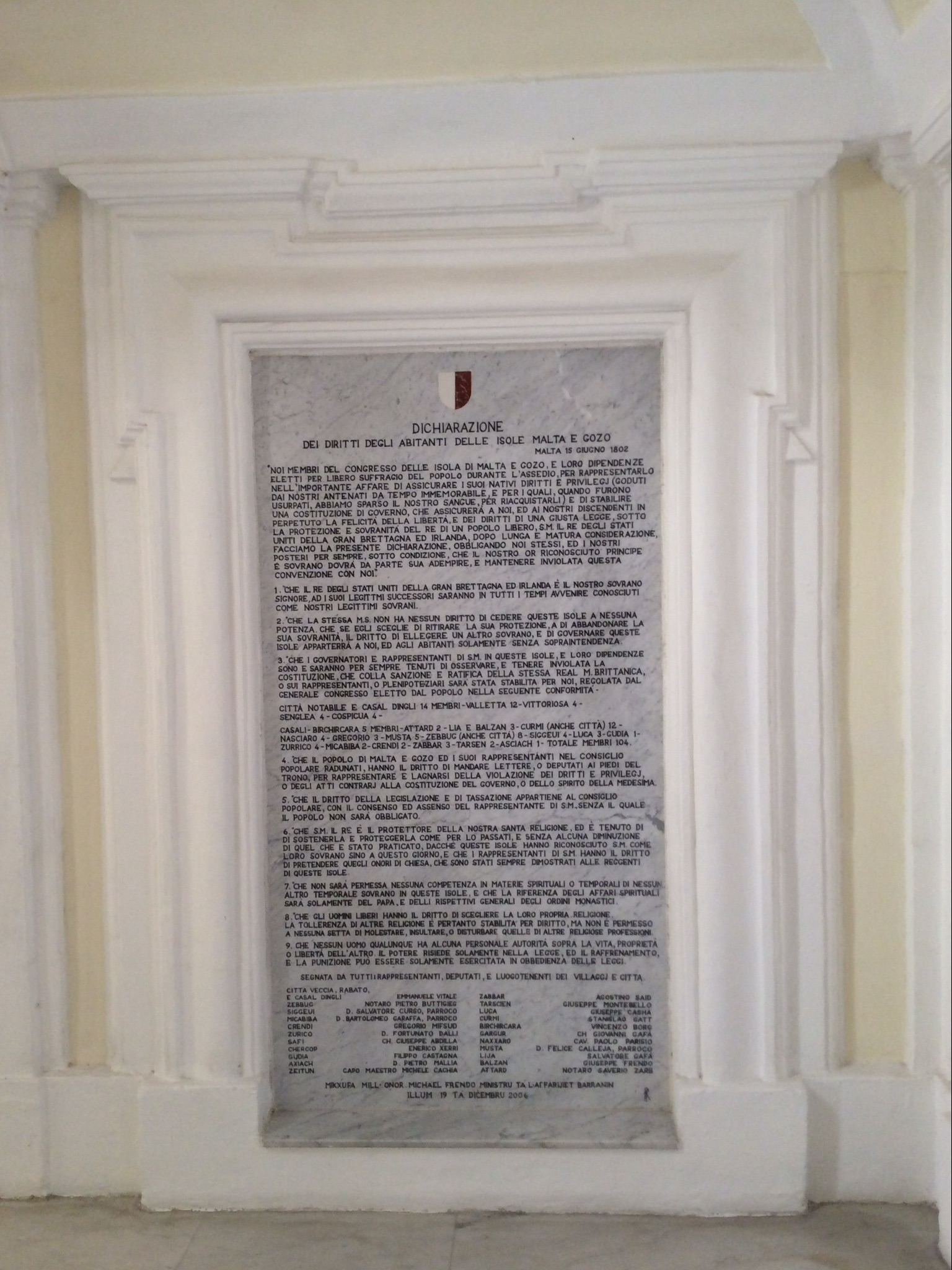
Декларация прав жителей островов Мальта и Гоцо, 1802, Палаццо-Паризио

В июне 1802 года 104 представителя мальтийских городов и деревень подписали декларацию под названием «La Dichiarazione dei Diritti degli abitanti delle Isole di Malta e Gozo» (Декларация прав жителей островов Мальты и Гоцо), в которой они провозгласили Георга III своим королем, обязав его не передавать Мальту другой державе. В Декларации они также провозгласили, что Мальта должна быть самоуправляемой, находясь под защитой Великобритании.

## Вопрос Лампедузы

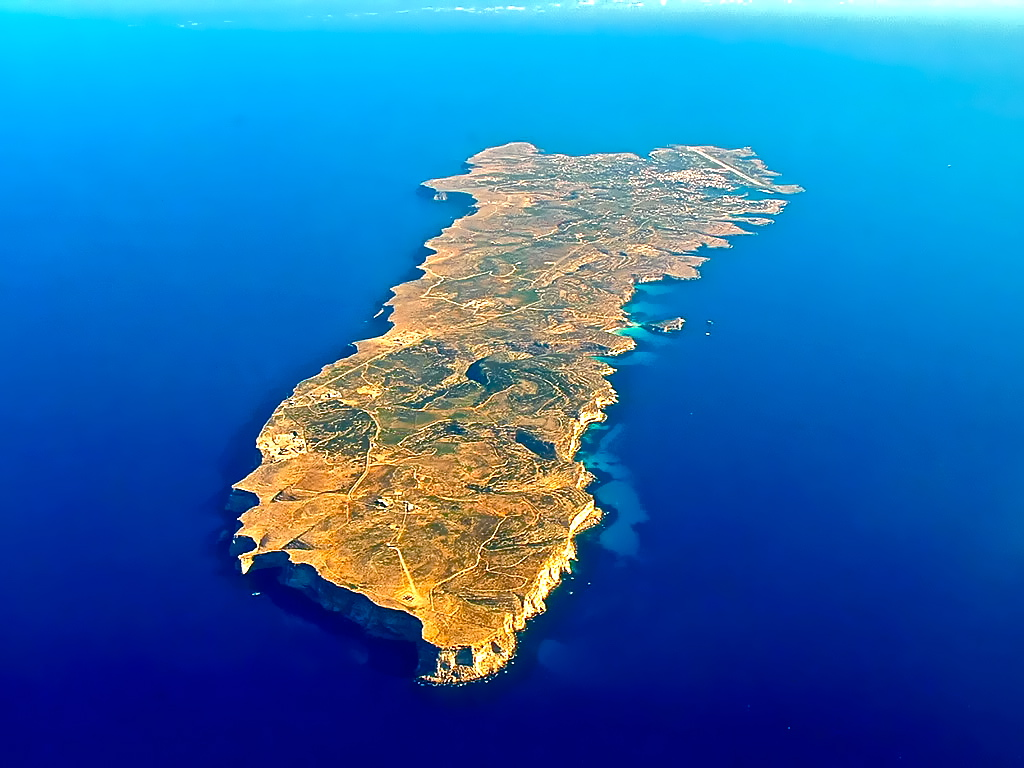
Остров Лампедуза

Политически остров Лампедуза также был частью Сицилийского королевства. В конце XVIII века, когда Мальта еще находилась под управлением рыцарей-иоаннитов, князь Лампедузы передал остров Сальваторе Гатту, мальтийскому предпринимателю, который поселился на острове с некоторым числом мальтийских рабочих.
Британцы рассматривали возможность захвата Лампедузы в качестве военно-морской базы вместо Мальты, но эта идея была отброшена, так как остров не имел глубоких гаваней и был слабо развит. Несмотря на это, власти Мальты и британское правительство все еще пытались захватить остров, так как считали, что он может быть использован для снабжения Мальты продовольствием в случае захвата Сицилии Наполеоном.
В 1800 году Болл отправил комиссию на Лампедузу, чтобы оценить выполнимость этого плана, было установлено, что остров можно было использовать для снабжения Мальты продуктами питания при относительно низких затратах, поскольку здесь имелись пастбища и достаточное количество воды. В 1803 году некоторые мальтийские фермеры поселились на Лампедузе со скотом и овцами и начали выращивать ячмень.
В 1810 году Сальваторе Гатт передал остров в аренду Александру Фернандесу, британскому комиссару, и тот попытался создать на острове большую мальтийскую колонию. Это осуществить не удалось, так как Королевская комиссия в Лондоне в 1812 году заявила, что это всего лишь коммерческое предприятие и отказалась помогать Фернандесу. Дополнительные проблемы возникли, когда чума опустошила Мальту в 1813–1814 годах, а 25 сентября 1814 года сэр Томас Мейтланд вывел британские войска с Лампедузы.
Фернандес оставался арендатором Лампедузы до 1818 года, когда Гатт вернулся на остров и оставался там со своей семьей до 1824 года.

## Королевская колония
В 1813 году остров был преобразован в коронную колонию. 23 июля сэр Томас Мейтланд сменил сэра Хильдебранда Оукса на посту гражданского комиссара и получил звание губернатора. Мальта официально стала колонией по Парижскому договору в 1814 году.